# 正美豐業
正美豐業汽車玻璃服務有限公司，簡稱正美豐業汽車玻璃服務、正美豐業汽車玻璃，以及正美豐業（英語：ZMFY Automobile Glass Services Limited，港交所：8135），在1999年，由夏路（首席執行官）和溫宏敏，在北京（總部）成立「北京正美豐業汽車服務有限公司」。
而主要股東為夏久美子（董事長，別名「近藤久美子」），其姻親夏路，兩者為管理層。
業務為銷售汽車玻璃銷售、安裝及維修服務和汽車玻璃貿易。
該股份在2013年9月3日於港交所創業板上市，招股價為0.45-0.65港元，配售120,000,000股，集資額為5400萬港元。
2014年11月，信義玻璃以每股0.65港元，收購該公司，總代價為2.21億港元，其後在2014年12月29日失效。

## 連結
- zmfy.com.hk （页面存档备份，存于）